# Златия (област Добрич)
Вижте пояснителната страница за други значения на Златия.
Златия е село в Североизточна България. То се намира в община Добричка, област Добрич.

## История
Старото име на селото е „Карамурад“, което на турски означава „Черен Мурад“. Основано е от турци още преди освобождението и има къщи, които са запазени в оригинал още оттогава.

## Население
Преброяване на населението през 2011 г.
Численост и дял на етническите групи според преброяването на населението през 2011 г.:
|                     | Численост | Дял (в %) |
| Общо                | 99        | 100,00    |
| Българи             | 87        | 87,87     |
| Турци               | 0         | 0,00      |
| Цигани              | 3         | 3,03      |
| Други               | 6         | 6,06      |
| Не се самоопределят | 0         | 0,00      |
| Неотговорили        | 3         | 3,03      |

## Други
Селото се намира в плодороден регион, в който активно се развива земеделие. Има сериозна кооперация, която взима под аренда много земи от землището на селото. Също така в непосредствена близост до селото (на пътя за Добрич) има овощна градина с праскови.
В селото има висок брой ретро мотоциклети.